# Jerevans stadshus
Jerevan stadshus är den byggnad som Jerevans stadsfullmäktige sammanträder i. Det ligger vid Argisjtigatan och Ryska torget i distriktet Kentron i Armeniens huvudstad Jerevan. Det är granne till Jerevan Ararat konjaksfabrik och till Jerevans historiska museum. 
Byggnaden ritades av Jim Torosjan invigdes 2004, efter att byggnationen hade varit avstannad mellan 1991 och 2003.
Stadshuset är fem våningar högt och har en yta på 13 500 m2. 

## Bildgalleri

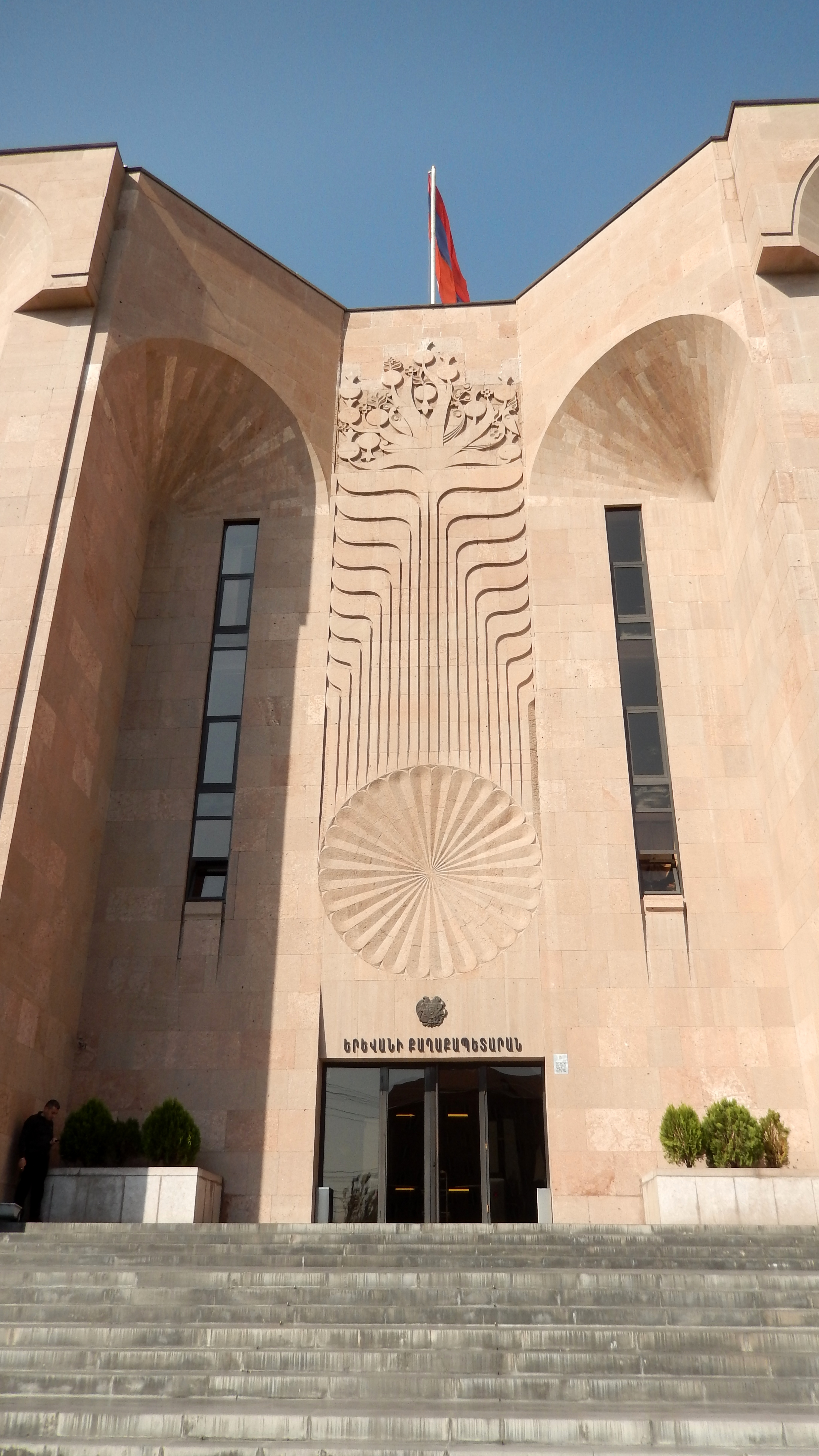
Entrén
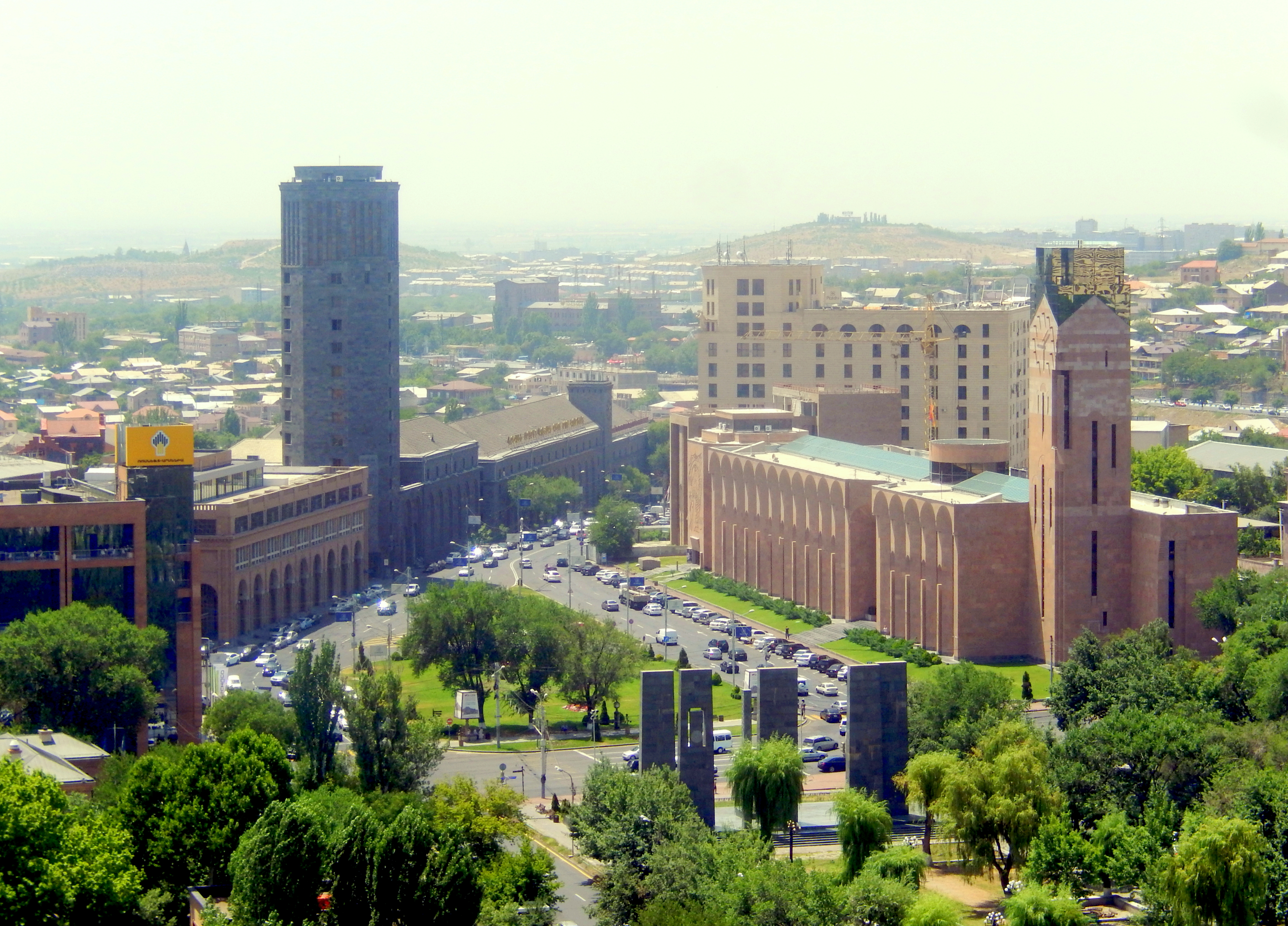
Jerevan Arafat konjaksfabrik och Jerevans stadshus